# Cryptocephalus labiatus
Cryptocephalus labiatus is een keversoort uit de familie bladkevers (Chrysomelidae). De wetenschappelijke naam van de soort werd in 1761 gepubliceerd door Linnaeus.